# Ternopiler Schloss

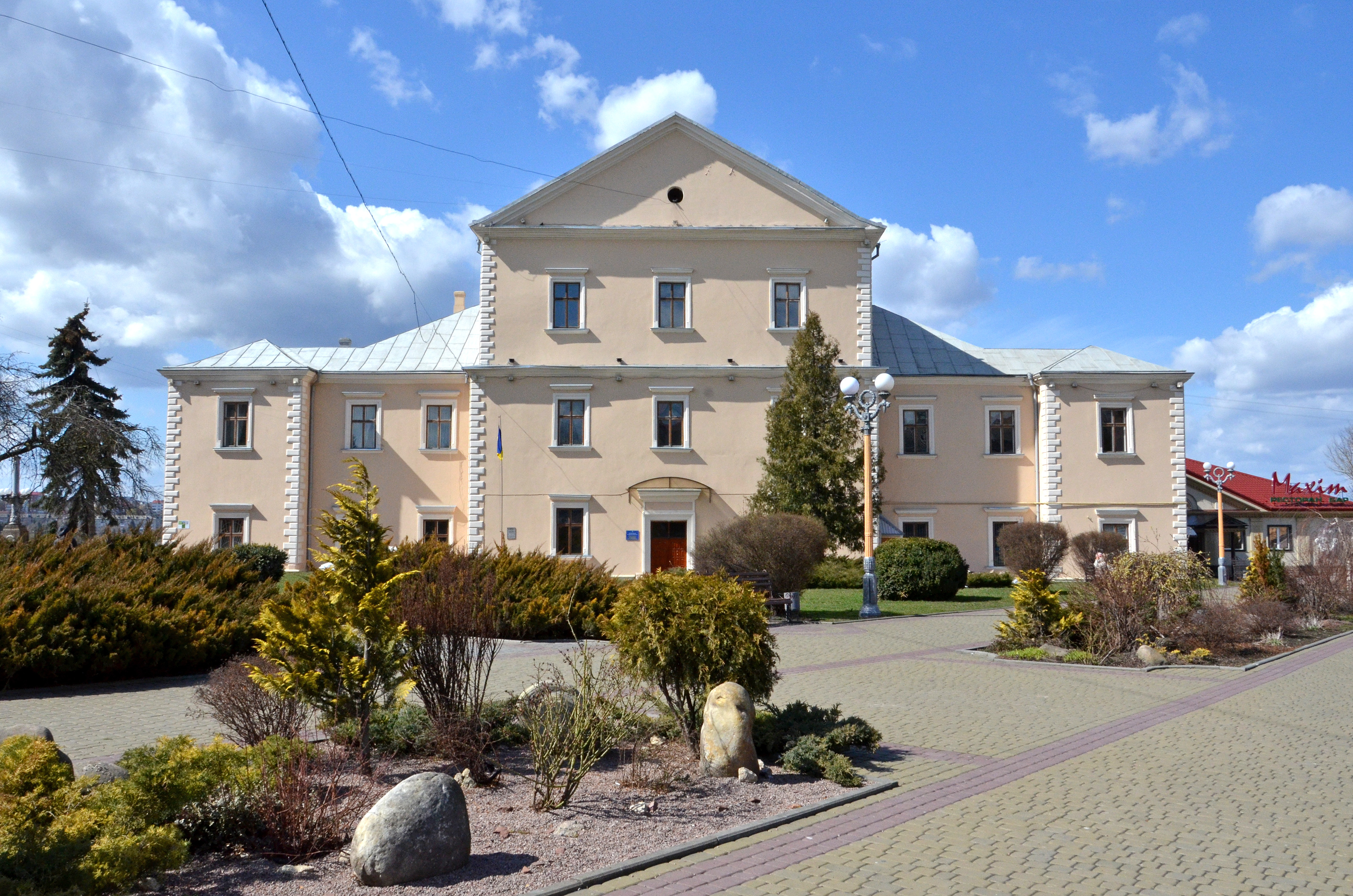
Residenz von Graf Korytowski, Bild aus dem Jahre 2016

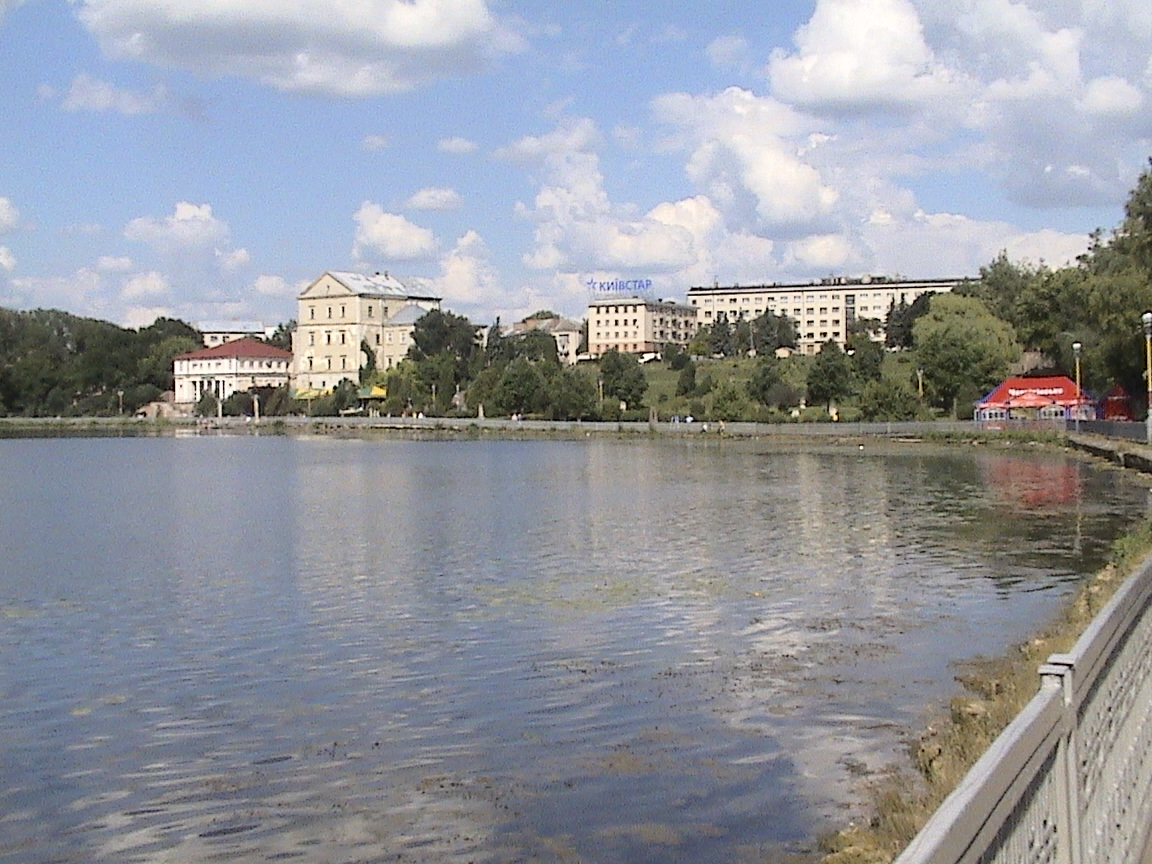
Blick über den Ternopiler See auf das Schloss mitten in der Stadt

Das Ternopiler Schloss (ukrainisch Тернопільський замок) war 1540 ursprünglich die Residenz von Jan Amor Tarnowski. Es wurde in den Jahren 1540–1548 in der heute ukrainischen Stadt Ternopil am Ufer des Seret-Flusses mit Erlaubnis von König Sigismund I. (Polen) gebaut. Rund um das Schloss lief damals ein hölzerner Zaun und ein tiefer Graben. Dieser Graben wurde im Jahre 1548 mit dem Ternopiler See verbunden. Das Schloss bildet auch den Mittelpunkt der Stadt Ternopil, die sich im Laufe der Jahrhunderte entwickelte.
Im frühen 17. Jahrhundert ging Ternopil durch Vererbung in der weiblichen Linie an Tomasz Zamoyski, der umfangreiche Renovierungsarbeiten in Auftrag gab. Das Schloss wurde von den Türken 1544, 1575, 1589 und 1672 belagert. Die osmanische Armee unter Sisman İbrahim Paşa zerstörte die Burg im Jahre 1675 so weit, dass nur Ruinen blieben. Graf Korytowski baute sie in den 1840er Jahren als Sommerresidenz wieder auf, wobei er auf Türme, Mauern und andere Befestigungsanlagen verzichtete.
Im März und April 1944 wurde die deutscherseits zum „Festen Platz“ erklärte Stadt bei ihrer Rückeroberung durch die Rote Armee infolge Artilleriebeschuss und Schlachtfliegereinsatz fast vollständig zerstört. Auch das Ternopiler Schloss wurde dabei schwer beschädigt.
Nach dem Zweiten Weltkrieg wurde das Schloss ab 1956 als Sportschule genutzt, später jedoch rekonstruiert und unter Denkmalschutz gestellt. Im Frühjahr 2009 befasste sich der Rat der Stadt Ternopil mit der Frage, ob es angemessen sei, die Sportschule in den Wänden des historischen Gebäudes zu betreiben.